# Városmajor
Le Városmajor (/ˈvaːɾoʃmɒjoɾ/) est un vaste espace boisé situé dans le 12e arrondissement de Budapest en Hongrie. 

## Géographie
Couvrant 10 hectares dans l'ouest de la ville, il se situe dans le quartier de Krisztinaváros, à proximité de la place Kálmán Széll. Espace de loisir et de détente au cœur de la capitale, c'est à la lisière du parc que se situe le terminus du Fogaskerekű qui dessert les quartiers d"Istenhegy et de Svábhegy ainsi que la gare de Széchenyi-hegy d'où part le Gyermekvasút. 

## Transports
Le site est desservi par la station Városmajor des lignes 59 60 61 du tramway.